# (22530) Huynh-Le
(22530) Huynh-Le (1998 FY41) – planetoida z pasa głównego asteroid okrążająca Słońce w ciągu 3,43 lat w średniej odległości 2,27 j.a. Odkryta 20 marca 1998 roku.